# にゃるら
にゃるら（1994年2月19日 - ）は、日本の著作家、オタクライター、漫画原作者、シナリオライター。

## 経歴
沖縄県那覇市出身。東京の大学入学後に中退し、ライター活動を始める。2017年からバーチャルYouTuberの記事の執筆や企画を行う。
2021年1月に、Discord上にオタク関連の話題を話し、政治の話などを禁止するサーバー「Twitter2」を開設した。このサーバーは1万人を超える大手サーバーに成長した。
著書「秋葉原 裏の歩き方」によると生まれは那覇市最大の風俗街辻の近くだと言い、未成年の頃しつこく客引きされたり、同級生が風俗嬢として働き始めたりしたと言う。
2022年に、自身が企画監修・シナリオを担当したインディーゲーム『NEEDY GIRL OVERDOSE』をリリース。ゲーム売上は150万本（2024年6月現在）、作詞を担当した主題歌『INTERNET OVERDOSE』『INTERNET YAMERO』の合計再生数は7000万回を超えている。
2023年には、鼻腔・口腔間の骨性閉塞のため生まれつき嗅覚がないという稀な障害に対して、手術による治療が行われた。

## 評価
AUTOMATONはにゃるらを「アングラ系インフルエンサー」と評した。
オモコロライターのダ・ヴィンチ・恐山は、にゃるらを「現代で大槻ケンヂにもっとも近い人物」と語った。

## 作品リスト

### 書籍
- 『秋葉原 裏の歩き方』、2018年1月22日、彩図社、ISBN 978-4-8013-0277-8
- （監修者として）『バーチャルYouTuber名鑑2018』2018年7月20日、執筆者：たば、三才ブックス、ISBN 978-4-86673-055-4
- 『僕はにゃるらになってしまった 〜病みのインターネット〜』2021年12月23日発売[9]、イラスト：塚本穴骨、KADOKAWA、ISBN 978-4-04-680986-5
- 『承認欲求女子図鑑』2020年11月6日、三才ブックス
- 『蜘蛛』2024年2月15日発売、講談社
- 『承認欲求女子図鑑 新装版』2025年3月21日、三才ブックス
- 『にゃるらが壁に向かって話してる』2025年6月18日、講談社

### 漫画
- 黒と黒と白のプリュネル（原作、作画：幸奈ふな、『月刊コミックアライブ』2018年1月号[10] - 2019年1月号連載、全2巻）
- ベイビー・ブルー・クラスター（原作[11][12]、作画：Be-con、『月刊コミックアライブ』2021年1月号[13] - 2022年3月号、全2巻）
- アタマのナカの鈴せんぱい（原作[14]、作画：ゆめつきママ、『ComicWalker』2021年1月-2023年4月、全3巻）

### コンピュータゲーム
- 『NEEDY GIRL OVERDOSE』[15]
- 『てんしのたからばこ』

### 作詞
- 『INTERNET OVERDOSE』Aiobahn feat.KOTOKO
- 『INTERNET YAMERO』Aiobahn feat.KOTOKO
- 『いぬのおうた』ななひら
- 『宙でおやすみ』Aiobahn feat. 長瀬有花
- 『月虹蝶』Aiobahn feat.KOTOKO
- 『Sakura Day's』さくらみこ
- 『きゅびずむ/きゅびびびずむ』超てんちゃん
- 『ういこうせん』しぐれうい

### コラム連載
- 『にゃるらのブログ 快楽天版』 COMIC快楽天 ワニマガジン社
- 『にゃるらのブログ出張版』 二次元ドリームマガジン キルタイムコミュニケーション
- 『にゃるらが壁に向かって話してる』 tree 講談社

### アンソロジー
- 『だから捨ててといったのに』講談社

### ラジオ
- てんしラジオ（仮）

### その他
- アニメ『フレームアームズ・ガール』そのさじ加減の秘密！ 聞き手
- 二次元ドリームマガジン「ニジマガ99号全レビュー」
- ヒラヒラヒヒル 特別寄稿「瀬戸口廉也を語る」[16]
- R.D.レイン『好き? 好き? 大好き? (河出文庫 レ 5-1) 』巻末解説
- CONTINUE Vol.85 特集：serial experiments lain 寄稿